# 789-й истребительный авиационный полк
789-й истребительный авиационный полк (789-й иап) — воинская часть Военно-воздушных сил (ВВС) Вооружённых Сил РККА, принимавшая участие в боевых действиях Великой Отечественной войны.

## История полка
За весь период своего существования полк своё наименование не менял: 789-й истребительный авиационный полк. Полк 8 марта 1942 года переименован в 789-й истребительный авиационный полк из безномерного полка, сформированного при 25-м запасном истребительном авиаполку Закавказского фронта в г. Аджикабул (Азербайджанская ССР) по штату 015/174 на самолётах ЛаГГ-3.
В период с 8 по 28 марта полк проводил обучение лётного состава и освоение ЛаГГ-3. 28 марта полк перебазировался в полосу действий Южного фронта и вошёл в состав 3-й ударной авиационной группы Ставки ВГК. С 7 апреля полк приступил к боевой работе на самолётах ЛаГГ-3 в составе 3-й ударной авиационной группы Ставки ВГК, действовавшей в подчинении штаба ВВС Южного фронта. С 30 мая 1942 года полк находился в прямом подчинении командования ВВС Юго-Западного фронта, а с 13 июня действовал как отдельный истребительный авиационный полк в прямом подчинении командования 8-й воздушной армии Юго-Западного фронта. Вместе с 8-й воздушной армией 12 июля 1942 года полк передан в состав войск Сталинградского фронта. Принимая участие в Сталинградской битве в период оборонительного сражения полк прикрывал с воздуха и поддерживал войска Юго-Западного фронта, с 12 июля 1942 года Сталинградского фронта, вёл бои за господство в воздухе.
После изнурительных боёв 7 августа полк выведен с фронта и убыл в Московский военный округ. 14 августа 1942 года полк расформирован в составе ВВС МВО. Сведений о результатах боевой работы полка в архивах МО РФ не имеется..

## В действующей армии
В составе действующей армии:
- с 7 апреля по 7 августа 1942 года.

## Командиры полка
- майор, подполковник Суетин Яков Никандрович[1], 08.03.1942 — 14.08.1942

## В составе соединений и объединений
| Период | Фронт (округ) | армия | корпус | дивизия | примечание |
| ------ | ------------- | ----- | ------ | ------- | ---------- |

## Участие в операциях и битвах
- Харьковская операция с 12 мая 1942 года по 25 мая 1942 года.
- Сталинградская битва с 17 июля 1942 года по 7 августа 1942 года.

## Самолёты на вооружении
| Период            | Самолёты | Фото |
| ----------------- | -------- | ---- |
| 03.1942 — 08.1942 | ЛаГГ-3   |      |